# Грот Титана
Грот Титана — печера, що знаходиться в місті Чорткові Тернопільської області. Загальна довжина печери — 29 метрів.

## Історія відкриття
Перше повідомлення про печеру з'явилось в газеті «Голос народу» 16 серпня 2019 року Володимиром Добрянським — археологом Чортківщини.

## Дослідження
Таку назву отримала через свою масивну і велику площу та об’єм. Її загальна довжина сягає 29 метрів, а об’єм — 44 м куб. Середня ширина проходу — 1,3, а висота — 4,2 м. 
Сформована в тріщині у товщі пісковиків висотою близько 10 метрів, яку перекриває ґрунтове перекриття. 
Печера має форму трапеції, її стіни та стеля гладкі. 